# Picea neoveitchii
Picea neoveitchii (лат.) — вид хвойных деревьев из рода елей (Picea), эндемик Китая, редкий вид находится под угрозой исчезновения.

## Распространение
Произрастает в центральных районах Китая — юг Ганьсу, юго-запад Хэнань (Нэйсян), запад Хубэй, юг Шэньси, северо-восток Шаньси (Утайшань), Сычуань. 
Вид очень редкий, фрагментарно встречается в пределах ареала в горных хвойных лесах на южных склонах хребта Циньлин на высотах 1300—2000 метров над уровнем моря. Произошло значительное сокращение площади расселения и численность всей популяции, особенно в Нэйсян. Вымирающий вид, нуждающийся в охране.

## Ботаническое описание
Вечнозелёные деревья до 15 м высотой, с диаметром ствола до 50 см. Ствол покрыт серой корой, чешуйчатой и отслаивающейся. Крона широко-конической формы. Молодые веточки бледно-жёлтые или коричневатые, на 2-й и 3-й год становятся серыми или жёлто-серыми, позже — серые или тёмно-серые. Зимние почки шаровидные, слабо смолистые, чешуйки пурпурно-коричневые, прижаты к основанию. Хвоя ориентирована радиально, иглы изогнутые направлены вперёд, в сечении ромбические, длиной 1,5—2,5 см и около 2 мм шириной, с 4—7 устьевыми линиями вдоль каждой поверхности, с острыми концами.
Семенные шишки зелёные, спелые бледно-коричневые или коричневые, редко желто-зелёные, продолговатые яйцевидно-цилиндрической формы, длиной 8—14 и диаметром 5—6,5 см. Семенные чешуйки ромбовидные, примерно 2,7 см длиной и  2,7—3 см шириной, с верхушками широко-закруглёнными или притупленными. Семена яйцевидные, 5—6 на 3,5 мм с крылом  около 1 см. Опыление идёт в мае, созревание семян наступает в сентябре-октябре.

## Таксономия
Picea neoveitchii Mast. The Gardeners' Chronicle: a weekly illustrated journal of horticulture and allied subjects. ser. 3 33: 116–117, f. 50–51 Архивная копия от 13 февраля 2019 на Wayback Machine. 1903.